# Paralacuesta
Paralacuesta es una localidad situada al noroeste de la cabeza del municipio burgalés de Merindad de Cuesta-Urria, en la comunidad autónoma de Castilla y León (España). Su término queda atravesado por el río Nela en el límite norte de oeste a este, llegando a desembocar en él a escasos kilómetros el río Trueba.
La iglesia está dedicada al arcángel Miguel, siendo así también el patrón de la mayor festividad de la localidad celebrándose esta el último fin de semana de cada julio.

## Localidades limítrofes
Confina con las siguientes localidades:
- Al noreste con Medina de Pomar, Villacomparada y Bustillo de Medina.
- Al este con Moneo.
- Al sureste con Pradolamata.
- Al sur con Quintanalacuesta.
- Al suroeste con Baíllo y Casares.
- Al oeste con La Aldea.
- Al noroeste con El Vado.

## Demografía
Evolución de la población
| Gráfica de evolución demográfica de Paralacuesta entre 2000 y 2017 |
|                                                                    |
| Población de derecho (2000-2017) según el padrón municipal del INE |

## Historia
Así se describe a Paralacuesta en el tomo XII del Diccionario geográfico-estadístico-histórico de España y sus posesiones de Ultramar, obra impulsada por Pascual Madoz a mediados del siglo XIX:

Villa en la provincia, diócesis, audiencia territorial y capitanía general de Burgos (15 leguas), partido judicial de Villarcayo (1 ½) y ayuntamiento de la merindad de Cuesta-Urria (1 ½). Situada entre dos pequeñas cuestas y a la margen derecha del río Nela; su clima es templado, está bien ventilado en todas direcciones, y las enfermedades que comúnmente se padecen son los constipados. Se compone de 18 casas de mediana construcción, una iglesia parroquial matriz (San Miguel Arcángel) y un cementerio contiguo a la misma; esta tiene aneja la del pueblo de Vaillo, y sirve el culto de ambas un cura párroco y un sacristán. Su término confina N Bustillo; E Moneo; S Baíllo, y O La Aldea. El terreno es secano y de buena calidad, corriendo por él el mencionado río que marcha en dirección de O a E, sin que sus aguas se utilicen para el riego; sobre él existen algunos pontones que facilitan la comunicación de ambas riberas. En el término del pueblo que nos ocupa se encuentran también una cantera de piedra, de la cual se sacan ruedas de molino, y un pequeño monte poblado de robles. Los caminos se hallan en regular estado y comunicación a los pueblos de Moneo, la Aldea, Barruelo y Medina de Pomar, de cuyo último punto se recibe la correspondencia por encargo particular. Producciones: trigo, centeno, cebada, avena, yeros, titos, lentejas, garbanzos, habas, maíz y patatas; cría ganado lanar, cabrío y vacuno; caza de liebres, perdices y codornices, y pesca de truchas, anguilas, barbos y otros peces. Industria: la agrícola y un molino harinero. Población: 13 vecinos, 50 almas. Capital productivo: 491.320 reales. Imponible: 46.628.
Diccionario geográfico-estadístico-histórico de España y sus posesiones de Ultramar